# Majuskula
Majuskula (lat. literae maiusculae = velika slova) je nastariji tip grčkog i latinskog pisma gdje su sva slova iste veličine (za razliku od minuskule, gdje u slobodnijem duktusu, pojedina slova prelaze iznad i ispod dvocrtnog sistema). Majuskula je bila latinska kapitala (kvadratna i rustična 1. – 4. stoljeća), latinska (4. – 7. stoljeća) i grčka uncijala (5. - 9. stoljeća), glagoljica, i ćirilica. U minuskulnim kodeksima i ispravama, od 8. stoljeća majuskula ostaje u uporabi za inicijale, naslove, isticanje pojedinih riječi, prvo slovo riječi kod vlastitih imena, početak rečenice, stiha i sl.